# Vera Starkoff
Vera Starkoff, pseudonyme de Teresa Paula Efron, née le 1er avril 1867 en Pologne alors dans l'Empire russe et morte le 19 mars 1923 à Paris 14e, est une libertaire féministe, traductrice et franc-maçonne. Elle est une des premières dramaturges, créatrice d'un « théâtre de combat » qu'elle représente lors des Universités populaires à la fin du XIXe siècle et au début du XXe.

## Biographie
Vera Starkoff  naît dans l'Empire russe et grandit dans une famille aisée sous le régime du tsar Alexandre III. À l'âge de 16 ans, elle se mêle aux révoltes contre le régime et est contrainte de quitter le pays par crainte de représailles. Elle s'expatrie tout d'abord en Suisse, où elle s'inscrit à l'université de Genève en 1884. Elle rejoint la France à l’âge de 20 ans, pays dont elle parle parfaitement la langue.
Elle est enterrée au cimetière du Montparnasse à Paris,.

### Théâtre de combat
Vera Strarkoff en tant que dramaturge écrit de nombreuses pièces de théâtre dans lesquelles, elle exprime ses convictions de féministe et libre-penseuse. Elle y revendique en priorité le droit à la connaissance et au progrès pour tous. Dans sa pièce intitulé Le petit verre qui sera traduite en italien, elle dénonce l'alcoolisme comme obstacle à tout organisation sociale ou syndicale. Dans L'Issue elle met en scène le refus d'une jeune femme qui n'accepte pas le mariage choisit par ses parents qui annonce une vie sans relief, ni utilité. Elle donne et joue ses pièces dans les universités populaires dont elle est membre de 1901 à 1913. Sa première pièce L'Amour libre est présentée en avant première à sa loge maçonnique, ce premier essai dramatique est dédiée à la classe ouvrière. Classe dont elle ne cesse de défendre la cause au cours de sa vie. Elle est après d'autres auteurs comme Olympe de Gouge ou Louise Michel une des premières femmes dramaturge.

### Franc-maçonnerie
Vera Starkoff est initiée à la franc-maçonnerie au sein de l'ordre du Droit Humain en 1900, avant de s'affilier en juin 1901 à la loge « Diderot » de la Grande Loge symbolique écossaise mixte et maintenue (GLSE II), obédience au fondement anarchiste dont Madeleine Pelletier est la principale personnalité. Elle est secrétaire de l’obédience libertaire entre 1903 et 1905 et déléguée de la commission des fêtes avec son amie Nelly Roussel. Après la dissolution de la GLSE II, elle fait le choix d'entrer dans une loge d'adoption de la Grande Loge de France. Elle rejoint la loge « Le Libre examen » en janvier 1923, où elle poursuit son parcours maçonnique jusqu'à sa mort.

## Œuvres principales
- La Sibérie, 1899, lire en ligne sur Gallica.
- L'Amour libre, 1902[7].
- L'Issue, 1904[7].
- Le Petit Verre, 1904, lire en ligne sur Gallica.